# دانيال ك. ريد
دانيال ك. ريد (بالإنجليزية: David C. Reed)‏ هو سياسي أمريكي، ولد في يونيو 1847 في ويسكونسن في الولايات المتحدة، وتوفي في 12 مارس 1938. حزبياً، نشط في الحزب الجمهوري. وقد انتخب عمدة سان دييغو ‏.